# Košicko-bohumínská dráha

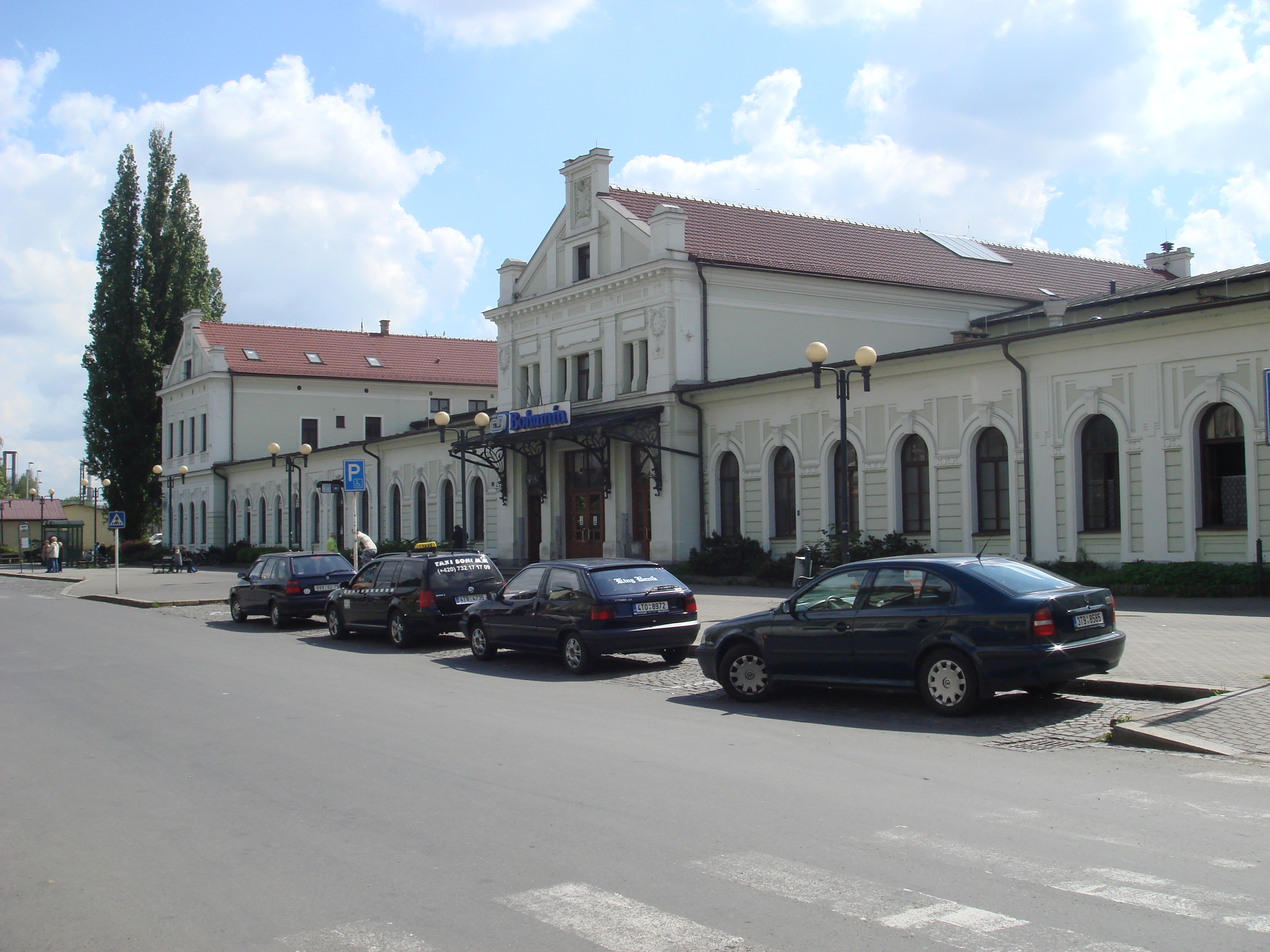
Nádraží bývalé KBD v Bohumíně

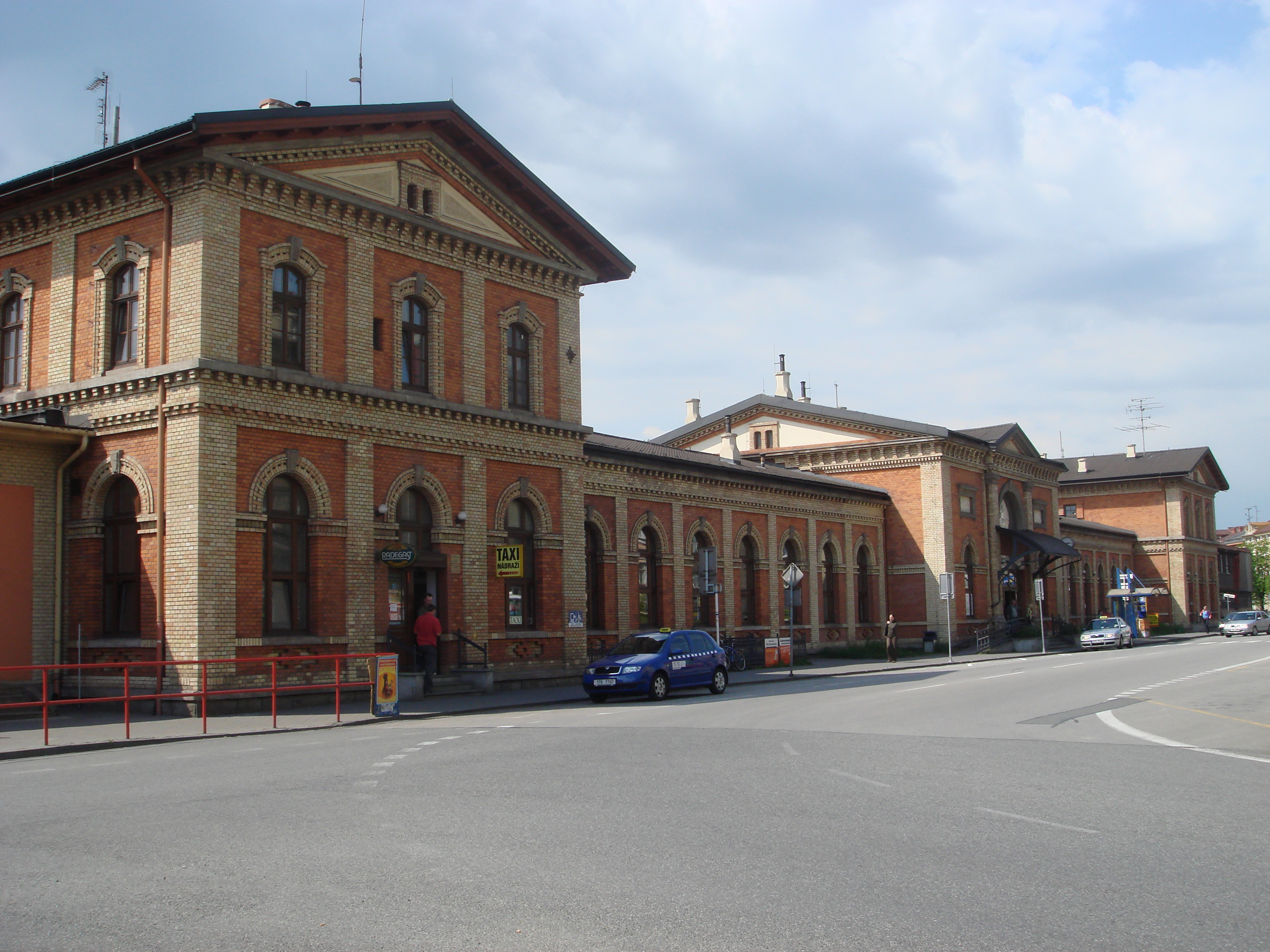
Nádraží bývalé KBD v Českém Těšíně

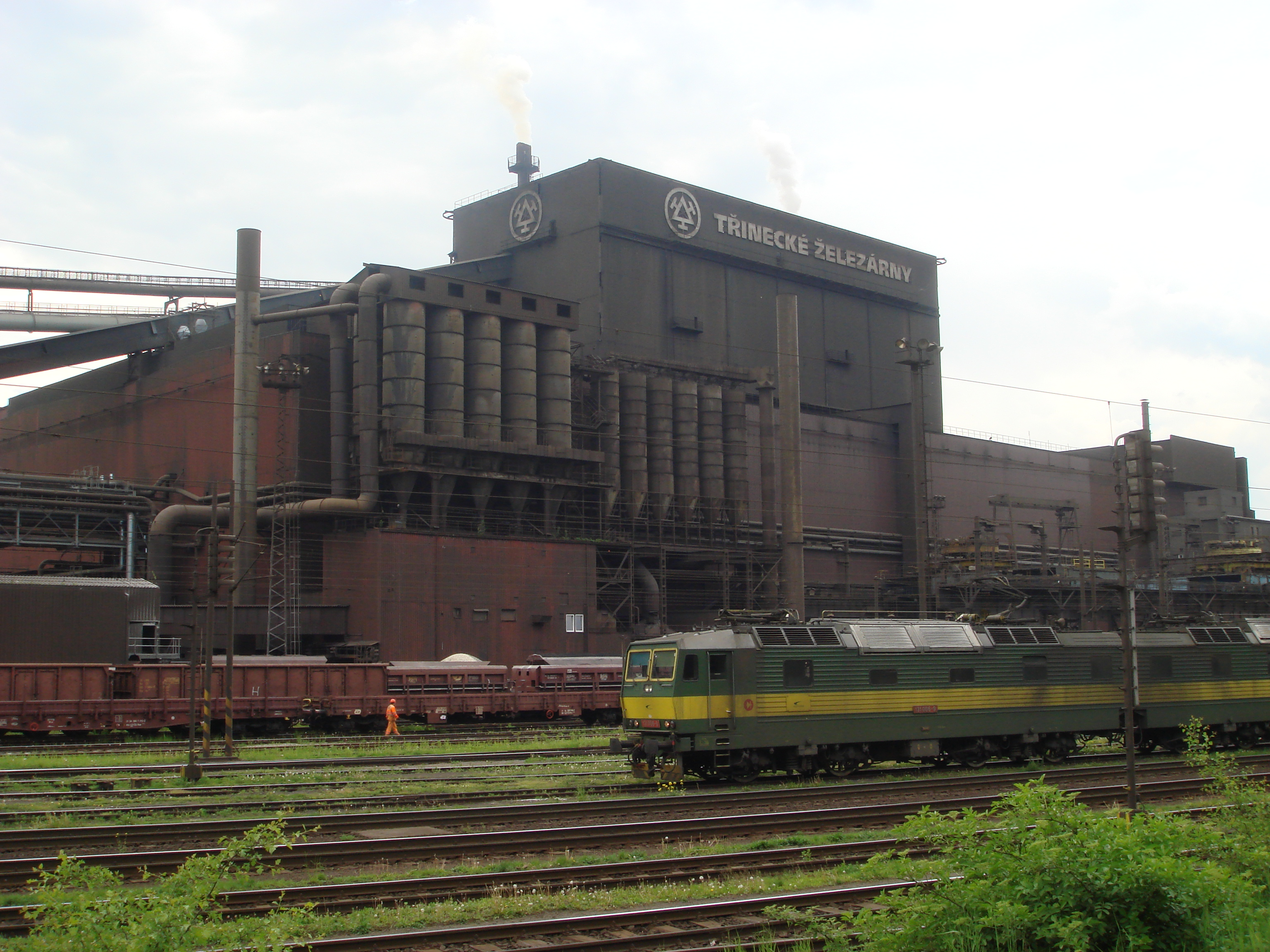
Třinecké železárny a bývalá KBD

Košicko-bohumínská dráha, zkratka KBD (německy Kaschau-Oderberger Bahn, zkratka KOB; maďarsky Kassa-Oderbergi Vasút, zkratka Ks-Od, česko-slovensky někdy též Košická dráha) byla železniční společnost, která vybudovala trať vedoucí mezi Bohumínem a Košicemi. Její hlavní trať byla budována postupně v letech 1866–1872. V roce 1955 úřední název Košicko-bohumínská dráha zanikl.

## Historie společnosti
První návrhy na vybudování trati, která by spojovala oblasti v Rakouském Slezsku s východními oblastmi monarchie, přišly koncem 50. let 19. století od Ludwiga Hoheneggera, ředitele Těšínské komory. Těšínská komora totiž vlastnila hutě jak v Třinci, tak v Liptově a Spiši, a dráha by zjednodušila a zlevnila dopravu surového železa z těchto hutí do Třince a také dopravu železné rudy z těchto oblastí. Vyrobené produkty by byly více konkurenceschopné proti železu produkovanému v pruských železárnách.
V roce 1864 byl ve Vídni vydán Pamětní spis o Košicko-bohumínské železnici. V něm byla navržena železniční trať z Košic severozápadním směrem údolími řek Hornád, Váh a Kysuca a Jablunkovským průsmykem do Bohumína. Koncesi na výstavbu a provozování této železniční trati získalo v roce 1866 konsorcium belgických podnikatelů, bratrů Richeových. Stavba měla začít od Košic. Na podnět slezských průmyslníků se však začalo stavět od Bohumína, aby slezské hutě a uhelné doly co nejdříve získaly vlakové spojení. To bylo koncem roku 1867. 1. února 1869 byl uveden do provozu 32 kilometrů dlouhý úsek z Bohumína přes Karvinou (odkud byla roku 1898 napojena spojnice se stanicí Petrovice na KFNB) do Těšína. Stavitelé se dostali do finančních potíží a stavbu převzala Anglo-rakouská banka. Stavební práce se znovu rozběhly v dubnu 1869 a v roce 1872 byla trať dokončena po celé plánované délce.
Ředitelství společnosti provozující Košicko-bohumínskou dráhu se nacházelo v Budapešti, řízení provozu v Těšíně (pro rakouskou část) a Košicích (pro uherskou část). Od roku 1870 společnost provozovala i dráhu z Košic do Prešova, kam byla roku 1873 dobudována přípojka Prešovsko-tarnovské dráhy, což byla další soukromá společnost. Obě společnosti se roku 1879 sloučily.
Košicko-bohumínská dráha byla původně jednokolejná. Na rakouské (české) části trati probíhalo zdvojkolejnění i během 1. světové války. Koncese stanovila, že trať musí být zdvoukolejněna, pokud roční hrubý zisk na jednu míli trati převýší ve dvou po sobě jdoucích letech 150 000 zlatých. Zdvojkolejnění bylo dokončeno až po druhé světové válce, v roce 1955.

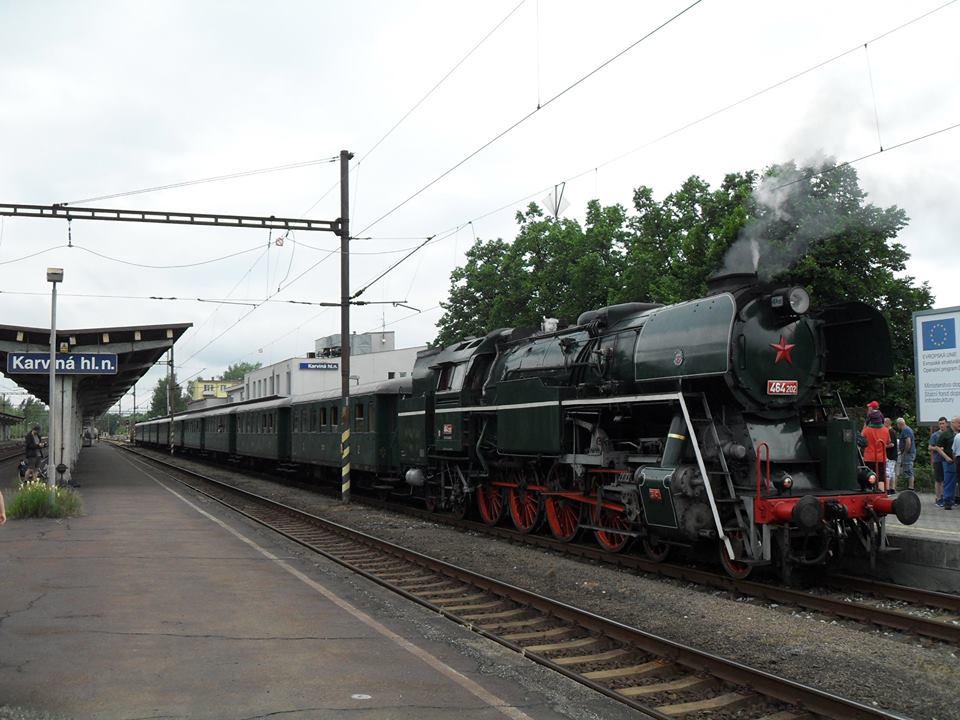
Nové karvinské hlavní nádraží na přeložce trati KBD uvedené do provozu v roce 1963

Po skončení první světové války Rakousko-Uhersko zaniklo. Pro vznikající Československo měla Košicko-bohumínská dráha velký význam. Jako jediná totiž spojovala české země s východním Slovenskem, o které Československo bojovalo s Maďarskem. Na oblast Těšínska, kudy železnice procházela, si však činilo nároky Polsko. Na počátku sporu obou nově vzniklých států oblast obsadilo Polsko, v Sedmidenní válce pak Československo. Rozhodnutí velvyslanecké konference ve Spa přiřklo tuto část Těšínska Československu. Z předměstí Těšína za řekou Olší, na kterém se nacházelo nádraží Košicko-bohumínské dráhy, vzniklo nové město Český Těšín.
1. února 1921 byla Košicko-bohumínská dráha jako trať zásadního strategického významu předána k provozování Československým státním drahám. Zůstávala však ve vlastnictví soukromé společnosti, jejíž ředitelství se v roce 1927 přemístilo z Budapešti do Košic.
Po druhé světové válce byla společnost provozující Košicko-bohumínskou dráhu zestátněna a vlastníkem Košicko-bohumínské dráhy se stal československý stát. V roce 1964 byla dokončena elektrizace trati.
V roce 1955 úřední název Košicko-bohumínská dráha zanikl.